# Enrique Castro Delgado
Enrique Castro Delgado (Madrid, 1907 - Madrid, 2 de enero de 1965) fue un dirigente comunista español. Miembro del Partido Comunista de España (PCE), durante la guerra civil española tuvo un papel destacado y llegó a ser el primer comandante del Quinto Regimiento. Al final de la contienda marchó al exilio, instalándose en la Unión Soviética. Tras su expulsión del partido se convirtió en un ferviente anticomunista y publicó varios libros de memorias muy críticos con sus antiguos correligionarios.

## Biografía

### Carrera política
Nació en Madrid en 1907. Metalúrgico y periodista de profesión, en su juventud se afilió al Sindicato metalúrgico «El Baluarte» de la Unión General de Trabajadores (UGT), y también al PSOE. Posteriormente, en 1925 se afilió al Partido Comunista de España (PCE). Durante los años de la Segunda República participó de forma activa en el Comité Central del PCE. Fue uno de líderes de las Milicias Antifascistas Obreras y Campesinas (MAOC). También trabajó como redactor del periódico del partido, Mundo Obrero, ocupándose de la sección de noticias de ámbito laboral.

### Guerra civil
Durante los primeros días de la guerra civil española, Castro Delgado participó en la creación y organización del Quinto Regimiento, del que fue su primer comandante en jefe. En septiembre de 1936, Castro Delgado sería sustituido al frente del Quinto Regimiento por el comandante Enrique Líster.
En septiembre de 1936 fue nombrado director general de Reforma Agraria, a las órdenes de su correligionario, el ministro de Agricultura Vicente Uribe. Posteriormente ocupó diversos cargos en el Comisariado político del Ejército Popular de la República; ejerció como comisario-inspector en el frente de Madrid, y en junio de 1937 fue nombrado subcomisario general —en sustitución de Antonio Mije—. Durante el transcurso de la guerra civil destacó como uno de los principales líderes comunistas. Hacia el final de la contienda, en marzo de 1939, Castro Delgado llegó a la posición «Dakar» cuando se produjo la sublevación del coronel Casado, donde propuso sin éxito la movilización de efectivos para aplastar el golpe de Casado. Fue uno de los dirigentes comunistas que partieron al exilio desde el aeródromo de Monóvar.

### Exilio y vida posterior
Se exilió inicialmente en Francia, de donde pasó a la Unión Soviética; tras instalarse en este país, sería el representante del PCE en la Komintern. Posteriormente ejercería como director de Radio España Independiente, en sustitución de Dolores Ibárruri «Pasionaria». Tras el suicidio del secretario general del PCE, José Díaz, se abrió una lucha de poder en el seno del partido por hacerse con la jefatura. En la primavera de 1944, enfrentado con Ibárruri, Castro Delgado acabó perdiendo en favor de «Pasionaria». En mayo de ese mismo año fue separado de su trabajo y a la vez excluido del comité central del PCE. Sometido a un proceso interno, acabaría siendo expulsado del PCE.
Posteriormente estuvo residiendo en México, donde coincidió con el también expulsado Jesús Hernández. Ambos políticos intentaron formar una nueva formación política, el Movimiento Comunista de Oposición, de escaso éxito. En 1963 regresó a España, gracias a la amistad que había desarrollado con Salvador Vallina López, pasando a colaborar con el régimen franquista. Profundamente desencantado con el comunismo, en esta época publicó varias obras muy críticas con el papel del Partido Comunista y con sus antiguos correligionarios. Falleció en Madrid en 1965.

## Obras
- (1960). Hombres made in Moscú, Mañana.
- (1964). Mi fe se perdió en Moscú, Barcelona, L. de Caralt, ISBN 8421755323